# Petzold
Petzold ist ein deutscher Familienname.

## Namensträger
- Alfons Petzold (1882–1923), österreichischer Schriftsteller
- Andreas Petzold (* 1955), deutscher Journalist
- Anja Petzold (* 1970), deutsche Fernsehmoderatorin
- Anton Petzold (* 2003), deutscher Schauspieler und Synchronsprecher
- Armin Petzold (1923–2004), deutscher Chemiker
- Artur Petzold (1872–1947), deutscher Politiker (Wirtschaftspartei)
- Barbara Petzold (* 1955), deutsche Skilangläuferin
- Bettina Petzold-Mähr (* 1982), liechtensteinische Politikerin (FBP)
- Brenda Petzold (* 1973), US-amerikanische Freestyle-Skierin
- Bruno Petzold (1873–1949), deutscher Schriftsteller und Journalist
- Carl Eduard Adolph Petzold (1815–1891), deutscher Gartengestalter
- Carl Friedrich Petzold (Pädagoge) (1675–1731), deutscher Schriftsteller und Pädagoge
- Charles Petzold (* 1953), US-amerikanischer Programmierer
- Christian Petzold (Komponist) (1677–1733), deutscher Organist und Komponist
- Christian Petzold (Regisseur) (* 1960), deutscher Filmregisseur
- Christian Friedrich Petzold (auch Pezold; 1743–1788), deutscher Logiker und evangelischer Theologe
- Cornelia Petzold-Schick (* 1964), deutsche Politikerin
- Dieter Petzold (* 1945), deutscher Anglist und Hochschullehrer
- Dietlind Petzold (* 1941), deutsche Bildhauerin und Malerin
- Dietrich Petzold (* 1954), deutscher Geiger, Komponist und Hörbuchregisseur
- Eberhard Petzold (* 1944), deutscher Fotograf
- Eduard Petzold (1815–1891), deutscher Landschaftsgärtner
- Ernst Petzold (1930–2017), deutscher Theologe
- Frank Petzold (Komponist) (* 1951), deutscher Komponist, Dirigent, Pianist und Musikpädagoge
- Frank Petzold (Ingenieur) (* 1968), deutscher Ingenieur, Architekt, Informatiker und Hochschullehrer
- Frank Petzold (Spezialeffektkünstler), deutscher Spezialeffektkünstler
- Georg Daniel Petzold (1725–1790), deutscher Schriftsteller
- George Petzold (* 1987), deutscher Leichtathlet
- Gudrun Petzold (* 1952), deutsche Politikerin (DSU, AfD)
- Gustav Petzold (1880–nach 1918), deutscher Maler, Zeichner, Grafiker und Illustrator
- Hanka Petzold (1862–1937), norwegisch-deutsche Musikpädagogin
- Hans Petzold (1913–nach 1979), deutscher Mediziner und Hochschullehrer
- Hans-Günter Petzold (1931–1982), deutscher Biologe
- Harald Petzold (* 1962), deutscher Politiker (PDS), MdL
- Hartmut Petzold (* 1944), deutscher Technikhistoriker und Kurator
- Heinz-Joachim Petzold (1938–2015), deutscher Schriftsteller und Künstlermanager
- Helmut Petzold (* 1914), deutscher Fußballtrainer
- Hendrik Petzold (* 1961), deutscher Fernsehmoderator
- Herbert Petzold (Pomologe) (1910–1997), deutscher Pomologe
- Herbert Petzold (Jurist) (* 1935), deutscher Rechtswissenschaftler
- Hermann Petzold (Weber) (1870–1927), deutscher Weber und Geschäftsführer
- Hermann Petzold (Politiker) (* 1874; † im 20. Jahrhundert), deutscher Gewerkschaftsfunktionär und Politiker
- Hilarion Petzold (* 1944), deutscher Psychotherapeut und Hochschullehrer
- Holger Petzold (* 1944), deutscher Schauspieler
- Ingrid Petzold (* 1951), deutsche Politikerin (CDU)
- Irma Petzold-Heinz (1913–1991), deutsche Schriftstellerin
- Joachim Petzold (1933–1999), deutscher Historiker
- Johannes Petzold (1912–1985), deutscher Kirchenmusiker und Komponist
- Jörg Petzold (* 1976), deutscher Schauspieler und Synchronsprecher
- Jürgen Petzold (* 1953), deutscher Politiker (CDU), MdL Sachsen
- Karl Petzold (Thermodynamiker) (1926–2006), deutscher Thermodynamiker und Hochschulprofessor
- Karl-Ernst Petzold (1918–2003), deutscher Althistoriker
- Karl Eugen Petzold (1813–1889), deutscher Organist
- Karl Friedrich Petzold (Politiker) (1832–1893), deutscher Gutsbesitzer und Politiker
- Katrin Petzold, deutsche Handballspielerin
- Klaus Petzold, deutscher Handballspieler
- Konrad Petzold (1930–1999), deutscher Filmregisseur
- Kurt Petzold (Musiker), deutscher Volksmusikant und Mundartdichter
- Kurt Petzold (Politiker) (1936–2020), deutscher Politiker, Oberbürgermeister von Schweinfurt
- Lars Petzold (* 1961), deutscher Fußballspieler
- Linda Petzold (* 1954), US-amerikanische Informatikerin
- Luca Petzold (* 2001), deutscher Fußballtorhüter
- Maik Petzold (* 1978), deutscher Triathlet
- Martin Petzold (1955–2023), deutscher Sänger (Tenor)
- Matthias Petzold (* 1964), deutscher Jazzmusiker
- Nelson Ivan Petzold (1931–2018), brasilianischer Designer und Architekt
- Peter Petzold (* 1949), deutscher Gewichtheber
- Robert Petzold (* 1989), deutscher Radsportler
- Rudolf Petzold (1908–1991), britisch-deutscher Komponist
- Sharon Petzold (* 1971), US-amerikanische Freestyle-Skierin
- Theodor Petzold (1913–1945), SS-Offizier und erster Kommandant der SS-Führerschule „Haus Germanien“ in Hildesheim
- Theodor Dierk Petzold (* 1948), deutscher Arzt und Buchautor
- Ulrich Petzold (* 1951), deutscher Politiker
- Ursel Petzold, deutsche Fußballspielerin
- Volker Petzold (* 1951), deutscher Betriebswirt, Filmhistoriker und Publizist
- Werner Petzold (1940–2023), deutscher Maler und Grafiker
- Wilhelm Petzold (1898–1945), deutscher Politiker (NSDAP)
- Wilhelm Karl Petzold (1848–1897), deutscher Geograph und Botaniker
- Willi Petzold (1914–1997), deutscher Fußballspieler
- Willy Petzold (1885–1978), deutscher Plakatkünstler, Glasmaler und Grafiker
- Winfried Petzold (1943–2011), deutscher Politiker (NPD)